# Anoura geoffroyi
Il pipistrello senza coda di Geoffroy (Anoura geoffroyi  Gray, 1838) è un pipistrello della famiglia dei Fillostomidi diffuso nell'America centrale e meridionale.

## Descrizione

### Dimensioni
Pipistrello di piccole dimensioni, con la lunghezza della testa e del corpo tra 59 e 81 mm, la lunghezza dell'avambraccio tra 43 e 46 mm, la lunghezza del piede tra 8 e 13 mm, la lunghezza delle orecchie tra 12 e 16 mm e un peso fino a 18 g.

### Aspetto
La pelliccia è densa e setosa e ricopre metà dell'avambraccio, le zampe e le dita dei piedi, mentre questi ultimi sono solo ricoperti di peli molto corti. Il colore generale del corpo è bruno-grigiastro scuro, con la base dei peli più chiara.  Le membrane variano dal bruno-nerastro al nerastro. Il muso è allungato e fornito all'estremità di una piccola foglia nasale lanceolata.  La lingua è sottile e allungabile e provvista di papille filiformi sulla punta. Il labbro inferiore è allungato e si estende ben oltre il labbro superiore. Le orecchie sono relativamente piccole, rotonde e separate. È privo di coda mentre l'uropatagio è ridotto ad una sottile membrana lungo la parte interna degli arti inferiori, con il margine libero a forma di V rovesciata e densamente ricoperto di peli. Il calcar è corto. Il cariotipo è 2n=30 FNa=56.

### Ecolocazione
Emette ultrasuoni ad alto ciclo di lavoro con frequenze tra 65 e 95 kHz ed impulsi di breve durata.

## Biologia

### Comportamento
Si rifugia all'interno di grotte e tunnel dove forma colonie fino a 75 individui disposti in piccoli gruppi ben separati. Le attività predatorie e di nutrimento iniziano un'ora dopo il tramonto e vengono svolte in piccoli gruppi di 5-8 esemplari.

### Alimentazione
Si nutre di nettare e polline di piante dei generi Agave, Ceiba, Calliandra, Eucalyptus, Ipomoea e Pinus.

### Riproduzione
Le femmine danno alla luce un piccolo all'anno alla fine della stagione umida dopo luna gestazione di circa un anno.

## Distribuzione e habitat
Questa specie è diffusa dal Messico fino al Brasile sud-orientale, eccetto il Bacino amazzonico. È inoltre presente sulle isole di Trinidad e Grenada.
Vive nelle foreste pluviali, sempreverdi, decidue e in frutteti e colture tra 400 e 2.500 metri di altitudine.

## Tassonomia
Sono state riconosciute 3 sottospecie:
- A. g. geoffroyi: Colombia orientale, Venezuela, Guyana, Suriname, Guyana francese, Brasile nord-orientale, orientale e meridionale, Bolivia; isole di Trinidad e Grenada;
- A. g. lasiopyga (Peters, 1868): Messico centrale e meridionale, Guatemala, Honduras, Nicaragua, El Salvador, Costa Rica, Panama, Colombia occidentale, Ecuador;
- A. g. peruana (Tschudi, 1844): Ecuador meridionale, Perù, Bolivia centro-occidentale.

## Conservazione
La IUCN Red List, considerato il vasto areale, la popolazione presumibilmente numerosa e la presenza in diverse aree protette, classifica A.geoffroyi come specie a rischio minimo (Least Concern)).